# 普费菲孔城堡
普費菲孔城堡（德語：Schlossanlage Pfäffikon）是瑞士施维茨州的一座水上城堡，位于弗赖恩巴赫的小镇普費菲孔，紧邻苏黎世湖南岸。现为瑞士国家重要文化财产。

## 历史
在965至972年间，德意志皇帝将Pfäffikon和Wollerau两处庄园赠予本笃会的艾因西德倫修道院。修道院在普費菲孔建造了一座仓库，用于存放民众的实物税收。
在13世纪中叶，修道院院长冯·施旺登（Anselm von Schwanden）建造了城堡塔楼，用于防御敌人的攻击，并保护修道院的土地收入。由于这一设施经常用作修道院院长的住所，因此在15世纪初冯·魏森堡（Burkhard von Weissenburg）院长的领导下，又在塔楼附近建造了住宅建筑。从那时起，城堡又得名魏森堡（Weissenburg）。